# Энергетическая политика Казахстана

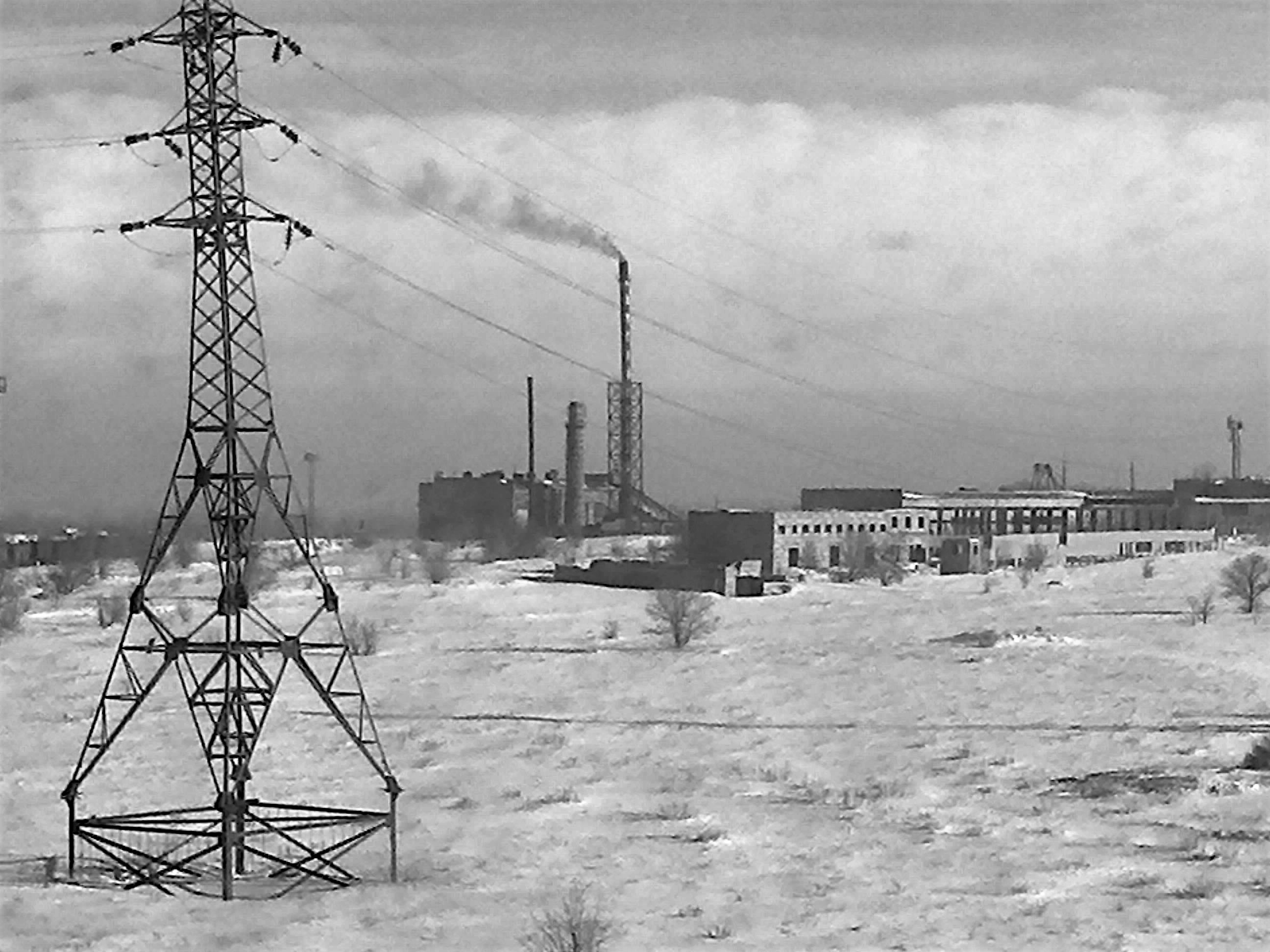
Вид с моста на шахте Кировская в Казахстане

Казахстан владеет большими запасами энергоресурсов, и поэтому энергетическая политика Казахстана оказывает влияние на общее мировое энергоснабжение. Хотя Казахстан не назвал себя энергетической сверхдержавой, бывший президент Казахстана Нурсултан Назарбаев заявил, что Казахстан станет фактором энергетической безопасности в Азии и Европе. Казахстан имеет стратегическое географическое положение для контроля потоков нефти и газа из Центральной Азии на Восток (Китай) и Запад (Россия, мировой рынок).
Казахстан является страной-партнёром энергетической программы ЕС INOGATE, которая включает четыре ключевые темы: повышение энергетической безопасности, конвергенция энергетических рынков государств-членов на основе принципов внутреннего энергетического рынка ЕС, поддержка устойчивого развития энергетики и привлечение инвестиций для энергетических проектов, представляющих общий и региональный интерес.
С 1 января 2013 года Казахстан стал первой страной в Центральной Азии, запустившей общеэкономическую систему эмиссии выбросов углекислого газа для ограничения выбросов от своих крупнейших эмитентов в энергетическом, угольном, нефтегазовом секторах.

## Обзор
Министерство энергетики и минеральных ресурсов было ответственным правительственным агентством по энергетической политике до марта 2010 года, когда оно было распущено и заменено Министерством нефти и газа и Министерством промышленности и новых технологий.
В июне 2003 года правительство Казахстана объявило о новой программе освоения Каспийского моря, согласно которой новые морские блоки нефти и газа будут выставлены на аукцион. В 2005 году правительство ввело новые ограничения, предоставляющие государственной нефтегазовой компании «КазМунайГаз» статус подрядчика и не менее половины любого соглашения о разделе продукции (СРП). Новая налоговая структура, введённая в действие в январе 2004 года, включала так называемый «рентный налог» на экспорт, прогрессивный налог, который увеличивается по мере роста цен на нефть. Поправка повысила долю государства в доходах от продажи нефти до 65-85 %. Новая структура включает в себя налог на сверхприбыль и ограничивает иностранное участие до 50 процентов в каждом оффшорном проекте без каких-либо гарантий операторства.
В 2005 году Казахстан внёс поправки в закон О недрах, чтобы предотвратить продажу нефтяных активов в стране и расширить полномочия правительства по выкупу энергетических активов, ограничив передачу прав собственности на стратегические активы в Казахстане.
Казахстан планирует ввести 9,4 трлн тенге для поддержки своего энергетического сектора до 2030 года. Около 5,5 трлн тенге будет направлено на производство электроэнергии, 1,4 трлн — в национальную энергосистему и 2,5 трлн — в региональные распределительные компании. Проект, опубликованный в октябре 2012 года, предусматривает создание единой энергосистемы, снижение экологической нагрузки, увеличение доли возобновляемых источников энергии в производстве электроэнергии Казахстана и внедрение энергоэффективных технологий.
В 2013 году Казахстан принял программу энергоэффективности-2020, которая позволит ежегодно сокращать выбросы на 10 % до 2015 года. Принятый премьер-министром Сериком Ахметовым этот новый закон поможет сократить выбросы и поможет с энергоэффективными решениями от крупных компаний до небольших семей. 2000 промышленных предприятий пройдут энергоаудит, чтобы соответствовать новому закону. Программа в долгосрочной перспективе сокращает затраты энергии на квадратный метр на 30 % и снижает затраты на 14 %.

## Первичные источники энергии
Казахстанские запасы нефти, газа, угля и урана входят в десятку крупнейших в мире.

### Нефть
По оценкам, запасы сырой нефти в Казахстане составляют около 30 миллиардов баррелей (4,8×109 м3), что ставит его на одиннадцатое место в мире. Когда Кашаганское нефтяное месторождение было открыто в 1990-х годах, оно было вторым по величине нефтяным месторождением в мире. В 2000-е годы добыча нефти быстро росла благодаря иностранным инвестициям и повышению эффективности добычи. В 2006 году Казахстан добыл 54 млн тонн сырой нефти и 10,5 млн тонн газового конденсата 565 000 000 баррелей (89 800 000 м3), что делает Казахстан восемнадцатым по величине производителем нефти в мире. На этих уровнях производства Казахстан, как полагают, имеет примерно 50 лет остаточного производства. По словам бывшего президента Нурсултана Назарбаева, Казахстан планирует увеличить свою добычу нефти до 3,5 млн баррелей (560 000 м3) нефти в сутки, из которых 3 млн пойдут на экспорт. Это позволит Казахстану войти в число 10 крупнейших нефтедобывающих стран мира.
Основными производственными площадками являются Тенгизское месторождение 290 000 баррелей в сутки (46 000 м3/сут), расположенное на северо-восточном побережье Каспия, и Карачаганакское месторождение 210 000 баррелей в сутки (33 000 м3/сут), расположенное в глубине страны вблизи российской границы. В будущем казахстанская добыча нефти будет также опираться на месторождение Кашаган, крупнейшее нефтяное месторождение за пределами Ближнего Востока, которое обладает извлекаемыми запасами от 7 Гббл (1,1×109 м3) до 13 Гббл (2,1×109 м3), а также месторождение Курмангазы в Северном Казахстане. Есть несколько небольших нефтяных месторождений вблизи китайской границы, которые ещё не разработаны/не эксплуатируются. 76 % добычи нефти и газа в Казахстане и оставшиеся запасы сосредоточены на этих трёх нефтяных месторождениях, а также на Узенском месторождении. 14 % запасов и добычи находятся ещё на 6 месторождениях.
Ведущей нефтяной отраслью является государственная нефтяная компания «КазМунайГаз». Знаковыми иностранными инвестициями в казахстанскую нефтяную промышленность является совместное предприятие «Тенгизшевройл», 50 % которого принадлежит ChevronTexaco, 25 % — ExxonMobil, 20 % — Правительству Казахстана и 5 % — российской компании Lukarco. Карачаганакское газоконденсатное месторождение разрабатывают компании BG, Agip, ChevronTexaco и Лукойл. Также в нефтяной отрасли Казахстана задействованы китайские, индийские и корейские нефтяные компании.
В Казахстане есть три нефтеперерабатывающих завода: в Павлодаре, в Атырау и в Шымкенте. Павлодарский и Шымкентский нефтеперерабатывающие заводы перерабатывают западносибирскую сырую нефть, которая импортируется по трубопроводу Омск (Россия) — Павлодар (Казахстан) — Шымкент — Туркменабад (Туркмения).

### Природный газ
Внутренние запасы углеводородов Казахстана составляют 3,3-3,7 трлн кубометров газа, из которых доказано 2,5 трлн кубометров газа. Однако Казахстан стал чистым экспортёром газа только в 2003 году. В 2007 году Казахстан добыл 29 млрд м³ природного газа и планирует увеличить добычу газа до 60-80 млрд м³ в год к 2015 году. Основные месторождения природного газа — Карачаганакское, Тенгизское, Кашаганское, Амангельдинское, Жанажольское, Урихтауское и Чинаревское. Крупнейшей газовой компанией Казахстана является АО «КазМунайГаз», годовой доход которого в 2013 году составил около $3 млрд.

### Уголь
Хотя Казахстан является крупным производителем нефти и газа, уголь доминирует как в производстве, так и в потреблении энергии. Казахстан содержит крупнейшие извлекаемые запасы угля в Центральной Азии — 34,5 миллиарда коротких тонн в основном антрацитового и битуминозного угля. Крупными месторождениями угля являются «Богатырь» и «Северный». В 2005 году Казахстан был 9-м крупнейшим производителем угля в мире и 10-м мировым экспортёром. Россия является крупнейшим импортёром казахстанского угля, за ней следует Украина. Крупнейшей угледобывающей компанией является «Богатырь-Комир», на долю которой приходится около 35 % добычи казахстанского угля.

### Уран
Казахстан занимает первое место в мире по объёмам добычи урана и занимает второе место в мире по запасам урана после Австралии (около 1,5 млн тонн или почти 19 % разведанных запасов урана в мире). В 2012 году Казахстан произвёл 20 900 метрических тонн урана, из которых 11 900 метрических тонн были произведены государственной холдинговой компанией «Казатомпром» (2011 год: всего 19 450 / 11 079 Казатомпром). Казатомпром также представляет Казахстан в совместных предприятиях с российским «Техснабэкспортом», французской Orano и канадской Cameco.
Весь добываемый уран идёт на экспорт, так как единственная в стране атомная электростанция в Актау была закрыта в июне 1999 года. На юго-востоке Казахстана, в районе озера Балхаш, планируется построить новую атомную электростанцию мощностью 1500 МВт.
По словам акима, к 2015 году Кызылорда планирует добывать две трети казахстанского урана.
В 2015 году Казахстан и МАГАТЭ подписали соглашение о создании Банка низкообогащенного уранового топлива. Банк станет местом, где страны смогут вносить уран и безопасно распределять его по другим странам для энергетических целей, а руководящим органом будет МАГАТЭ.
В августе 2013 года генеральный директор МАГАТЭ Юкия Амано посетил Казахстан для дальнейшего обсуждения вопроса о топливном банке и высоко оценил вклад Казахстана в ядерное нераспространение.
В 2012 году госсекретарь Хиллари Клинтон заявила во время встречи с министром иностранных дел Казахстана Ерланом Идрисовым в Вашингтоне: «мы рассматриваем Казахстан не только как регионального игрока, но и как глобального лидера. Немногие страны могут сравниться с Казахстаном по своему опыту в области нераспространения.»
Казахстан объявил в январе 2017 года, что страна планирует сократить добычу урана на 10 % из-за глобального переизбытка этого товара. По мнению государственной урановой компании «Казатомпром» и мирового лидера производства, даже при объявленном сокращении добычи Казахстан продолжит оставаться мировым производителем урана № 1.

## Электричество
Закон Об электроэнергетике был принят в июле 2004 года. Ещё одним базовым законом, регулирующим рынок электроэнергии, является Закон О естественных монополиях, в который в последний раз вносились поправки в декабре 2004 года. Регулятором рынка выступает Агентство по регулированию естественных монополий.
Электроэнергетическая система Казахстана включает в себя 71 электростанцию общей установленной мощностью 18 572 МВт. Крупнейшей электростанцией является угольная АЭС Экибастузской ГРЭС-2 в северо-центральном Казахстане.
Приватизировано 86,5 % производства электроэнергии. Правительство не регулирует цены на электроэнергию, и потребители имеют свободный выбор среди поставщиков электроэнергии (в настоящее время существует 15 лицензированных торговцев электроэнергией). Трансмиссионная система принадлежит и эксплуатируется государственной компанией KEGOC. По состоянию на 1 января 2006 года общая протяжённость линий электропередачи составляла 23 383 км. Существует 18 региональных дистрибьюторских (сбытовых) компаний. Правительство регулирует тарифы на передачу и распределение электроэнергии.

### Возобновляемая энергия
Казахстан располагает 5 действующими гидроэлектростанциями, которые обеспечивают примерно 12 % выработки электроэнергии. Большинство объектов расположено на реке Иртыш. Другие возобновляемые источники энергии в значительной степени неразвиты, хотя Казахстан имеет потенциал в области возобновляемых источников энергии. Возобновляемые источники энергии могут быть особенно привлекательны в изолированных сельских районах.

#### Энергия ветра
Запланированная ветроэлектростанция мощностью 100 МВт, одна из крупнейших в Центральной Азии, как ожидается, будет построена в 2020 году в Жанатасе при финансовой поддержке Азиатского банка инфраструктурных инвестиций.

### Ядерная энергия
В настоящее время Казахстан не располагает ядерными энергетическими мощностями, поскольку Актауский ядерный реактор, единственная атомная электростанция страны, был остановлен в июне 1999 года. Однако в настоящее время планируется построить новую атомную электростанцию мощностью 1500 МВт на юго-востоке Казахстана, недалеко от озера Балхаш.

## Транспортировка энергоносителей
Нефтепроводная система Казахстана эксплуатируется компанией «КазТрансОйл», которая была образована в 1997 году, когда были объединены две предыдущие нефтепроводные компании. Он на 100 % принадлежит «КазМунайГазу», который также является владельцем «КазТрансГаза», который наряду с «Казросгазом» является двумя основными газотранспортными компаниями. КазРосГаз — это совместное предприятие Казмунайгаза и Газпрома, которое занимается экспортом и торговлей газом с Россией.

### Нефтепроводы

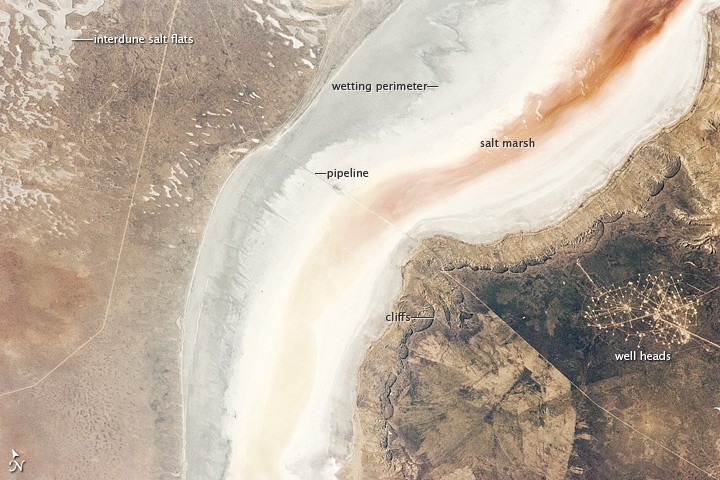
Сор Кайдак, Каспийское море, Казахстан — обсерватория Земли НАСА.

Основными маршрутами экспорта нефти являются Каспийский трубопроводный консорциум и нефтепровод Атырау — Самара в Россию, а также Казахстано-китайский нефтепровод в Китай. Казахстан также является транзитной страной для трубопровода Омск (Россия) — Павлодар (Казахстан) — Шымкент — Туркменабад (Туркмения). Нефтепровод Баку — Тбилиси — Джейхан и Нека в Иране могли бы обеспечиваться нефтяными танкерами. Кроме того, для экспорта в соседние страны используется железнодорожный транспорт.
Считается, что казахстанская нефтяная инфраструктура находится в плохом состоянии, что сдерживает возможный экспорт. В настоящее время экспорт без учёта Каспийского трубопроводного консорциума ограничен 500 000 баррелей в сутки (79 000 м3/сут). Казахстан также испытывает дополнительные трудности, поскольку нефтепроводная инфраструктура не создана для транспортировки нефти от добывающих активов на западе до основных нефтеперерабатывающих заводов, расположенных на востоке страны. КТК обеспечивает важный выход казахстанской нефти, и ожидается, что он будет повышен таким образом, чтобы экспортировать около 15 000 000 баррелей в сутки (2 400 000 м3/сут).

### Газопроводы
Магистральная газопроводная система тянется на 10 138 километров. Основными транзитными трубопроводами являются газопроводная система Центральная Азия — Центр и трубопровод Бухара — Урал, транспортирующий природный газ из Туркмении и Узбекистана в Россию, а также трубопровод Оренбург — Новопсков и трубопровод Союз от Оренбургского обогатительного комбината в Европу. Трубопровод Газли — Бишкек транспортирует природный газ из Узбекистана в Киргизию. Магистральными импортными трубопроводами являются также трубопроводы Центральная Азия — Центр и Бухара — Урал, а также трубопровод Бухара — Ташкент — Бишкек — Алматы. Основной экспорт газа идёт на Оренбургский газоперерабатывающий завод в России. Экспорт в Россию идёт также по трубопроводам Центральная Азия — Центр и Бухара — Урал. Есть план строительства газопровода в Китай. Для снабжения этого трубопровода планируется построить трубопровод Ишим (Рудный) — Петропавловск — Кокшетау — Нур-Султан.

## Международное сотрудничество
В целом различные международные организации сыграли важную роль в консультировании и оказании помощи правительству Казахстана в реформировании энергетического сектора и управлении природными ресурсами

### Казахстан — Европейский союз
4 декабря 2006 года Казахстан и Европейский союз подписали меморандум о взаимопонимании, который устанавливает рамки для углубления энергетического сотрудничества. Меморандум устанавливает дорожные карты по энергетической безопасности и промышленной кооперации. Она сопровождалась соглашением о сотрудничестве в области развития торговли ядерной энергетикой.

### Казахстан — Россия
Казахстан и Россия тесно сотрудничают по энергетическим вопросам. 3 октября 2006 года в ходе встречи президентов в Уральске Казахстан и Россия договорились о создании совместного предприятия по переработке газоконденсата между «Газпромом» и «КазМунайГазом» в Оренбурге, который будет поставляться с Карачаганакского месторождения. Соглашение о поставках газа было подписано 10 мая 2007 года в Астане.
В рамках составления совместного ТЭБ разработан Совместный баланс нефтяного и газового сырья Республики Казахстан и Российской Федерации на 2004-2015 года, который стал основой для формирования согласованных объемов экспортных и транзитных поставок нефтегазовых ресурсов, соответствующего Плана их транспортировки и модернизации нефтегазотранспортной инфраструктуры.
7 декабря 2006 года министр энергетики и минеральных ресурсов Казахстана Бактыкожа Измухамбетов и руководитель Федерального агентства по атомной энергии России Сергей Кириенко подписали соглашение, в котором Россия обязалась оказать содействие Казахстану в его ядерной программе в обмен на поставки урана из Казахстана в Россию, где уран будет обогащён. Кроме того, президент «Казатомпрома» Мухтар Джакишев и директор Российского уранового трейдера «Техснабэкспорт» Владимир Смирнов подписали соглашение, в рамках которого «Техснабэкспорт» предоставит информацию о строительстве, транспортировке и логистике, чтобы помочь Казахстану развивать свою ядерную программу. Ранее в 2006 году Россия уже согласилась помочь Казахстану построить две атомные электростанции. 10 мая 2007 года Россия и Казахстан договорились о создании Международного центра по обогащению урана в Ангарске, Восточная Сибирь. Центр планируется ввести в эксплуатацию в 2013 году.
12 мая 2007 года президент России Владимир Путин, президент Казахстана Нурсултан Назарбаев и президент Туркмении Гурбангулы Бердымухамедов подписали соглашение, предусматривающее экспорт центральноазиатского газа в Европу через реконструированную и расширенную западную ветвь газопроводной системы «Центральная Азия-Центр».
Сотрудничество России и Казахстана в топливно-энергетической сфере базируются на сегодняшний день с учетом той «карты маршрутов», которая сложилась после развала СССР. Уникальное геополитическое положение Республики Казахстан, не имеющее прямого выхода к мировым рынкам нефти и газа, а также наличие протяженной границы с Россией, определяет экономический и политический вес нефтегазотранспортных операций, осуществляемых между двумя странами. Начало разработки крупных месторождений на суше в районе Каспия и открытие месторождений в северном секторе акватории Каспийского моря усилило участие России в освоении нефтегазовых ресурсов Казахстана, которое в прошлом было довольно ограниченным. 

### Казахстан — Инициатива прозрачности добывающих отраслей
17 октября 2013 года Международный совет Инициативы прозрачности добывающих отраслей (ИПДО) определил Казахстан «соответствующим ИПДО».
Клэр Шорт, председатель правления ИПДО, сказала: «Казахстан достиг важной вехи, став полноправным членом семьи ИПДО. Я надеюсь, что теперь все стороны будут работать над тем, чтобы это повышение прозрачности привело к реформированию управления добывающими отраслями, принесло реальную пользу народу Казахстана и обеспечило лидерство в других странах региона.»

### Казахстан — МАГАТЭ
Казахстан и Международное агентство по атомной энергии (МАГАТЭ) сотрудничали по нескольким проектам, связанным с ядерной энергетикой, сельским хозяйством, ядерной безопасностью, исследованиями и другими. Казахстан внёс свой вклад в такие проекты МАГАТЭ, как развитие инфраструктуры атомной энергетики и укрепление ядерной криминалистики. Казахстан также предоставил внебюджетные взносы в размере 100 000 долл. США на реконструкцию исследовательских лабораторий МАГАТЭ по ядерным программам.

#### Банк низкообогащённого урана
27 августа 2015 года Международное агентство по атомной энергии (МАГАТЭ) и Казахстан подписали соглашение о создании Банка низкообогащённого урана МАГАТЭ (НОУ) в Усть-Каменогорске, Казахстан. Банк НОУ МАГАТЭ, управляемый Казахстаном, будет представлять собой физический резерв низкообогащённого урана, доступный соответствующим государствам-членам МАГАТЭ.